# 芳香之旅
《芳香之旅》是2006年上映的中国电影。由章家瑞执导，范伟、张静初、聂远、黄璐等主演。